# جون موريس (لاعب كرة قدم أمريكية)
جون موريس (بالإنجليزية: Jon Morris)‏ هو لاعب كرة قدم أمريكية أمريكي، ولد في 5 أبريل 1942 في واشنطن العاصمة في الولايات المتحدة.

## وصلات خارجية
- جون موريس على موقع مرجع كرة القدم المحترفة.كوم (الإنجليزية)